# Яніна Королевич-Вайдова
Яніна Королевич-Вайдова (пол. Janina Korolewicz-Waydowa; 3 січня 1876, Варшава — 20 червня 1955, там само) — польська оперна співачка (сопрано).
Була студенткою Валерія Висоцького у Галицькому музичному товаристві у Львові, де розпочала сценічну кар'єру. Дебютувала у 1893 у Львівській опері в ролі Ганни у «Садибі з привидами» С. Монюшка. У 1898—1902 роках вона була солісткою Варшавської опери, потім співала в Берлінській опері, опері Сан-Карло в Лісабоні, Королівській опері Мадрида, а потім у Венеції, Бухаресті, Італійській опері в Одесі, Києві, Санкт-Петербурзі та Харкові.
У 1906 році в Києві вона виступала з Шаляпіним, пізніше також співала з ним, в тому числі у лондонському Ковент-Гардені, Америці та Санкт-Петербурзі. У 1910 році вона співала в США та брала участь у знаменитому австралійському зоряному турі, організованому Неллі Мельбою. Вона також співала з Енріко Карузо в Лондоні, Нью-Йорку, Чикаго, Філадельфії, Бостоні, Клівленді, Сан-Паулу та Міннеаполісі. Великі тріумфи Яніни Королевич-Вайдової на найбільших сценах світу тривали одинадцять років, і в 1913 році вона назавжди повернулася до Польщі. У 1917—1919 та 1934—1936 роках вона була директоркою опери у Варшаві.
Виступила у 500-й, а потім і в 600-й виставі «Гальки» Монюшка в заголовній ролі. Була режисеркою 1000-го варшавського спектаклю цього твору. 
1958 року посмертно вийшла книжка спогадів мисткині «Мистецтво і життя», яка згодом набула широкої популярності в музичних колах. 
Померла 20 червня 1955 у Варшаві, похована на Повонзківському цвинтарі (місце 175-3-25.26).
У її репертуарі було понад 70 оперних партій — від колоратурних партій (Розіна в «Севільському цирульнику»  Дж. Россіні) до драматичних (Брунгільда в тетралогії «Кільце Нібелунга» Р. Вагнера). Також мала багатий пісенно-ораторійний та кантатний репертуар. 